# Akigumo
L'Akigumo (秋雲, nuages d'automne) était un destroyer de classe Kagerō lancé en 1941 par la Marine impériale japonaise. Il participe à la guerre du Pacifique avant d'être torpillé le 11 avril 1944 par le sous-marin américain USS Redfin (en).

## Conception
L'Akigumo a très souvent été présenté comme faisant partie de la classe Yūgumo. Cela est dû au fait que les plans successifs de réarmement mis au point par la Marine impériale japonaise comprenaient des unités fictives de petit tonnage (souvent des destroyers) qui permettaient de provisionner le budget pour de plus gros navires (des cuirassés) dont la construction devait rester secrète. Cela a produit un décalage dans les décomptes, et l'historien japonais Tamura Toshio a été l'un des premiers à le reclasser comme étant le 19e destroyer de la classe Kagerō.

## Historique
Le 27 octobre 1942, la bataille des îles Santa Cruz terminée, l'Akigumo participa avec le Makigumo à l'achèvement du porte-avions USS Hornet (CV-8), abandonné par les Américains après que ce dernier eût été lourdement endommagé.
En 1943 il participe à l'opération Ke.